# Кайна
Ка́йна (нем. Kayna) — деревня в Германии, в земле Саксония-Анхальт. Входит в состав города Цайц района Бургенланд.
Население составляет 1483 человека (на 31 декабря 2006 года).
Впервые упоминается в 964 году.
Ранее Кайна имела статус общины (коммуны), подразделявшейся на 5 сельских округов. 1 июля 2009 года вошла в состав города Цайц. Последним бургомистром общины была Маргарете Шпете (ХДС).